# Uherský Brod (nádraží)
Uherský Brod je železniční stanice v centrální části města Uherský Brod v okrese Uherské Hradiště v Zlínském kraji nedaleko řeky Olšavy. Leží na neelektrizované jednokolejné trati 341. Součástí městského dopravního terminálu je spolu se stanicí též autobusové nádraží.

## Historie
Stanice byla otevřena 1. dubna 1883 společností Rakouská společnost místních drah (ÖLEG) v úseku ze Starého Města u Uherského Hradiště jako koncová stanice, dle typizovaného stavebního vzoru. Roku 1884 trať převzala Rakouská společnost státní dráhy (StEG). Dne 28. října 1888 byla trať prodloužena budováním tzv. Vlárské dráhy Rakouské společnosti státní dráhy (StEG) směrem na Slovensko, která tak završila původní projekt společnosti Českomoravská transverzální dráha (BMTB), jež usilovala o dostavbu traťového koridoru propojujícího již existující železnice v ose od západních Čech po Trenčianskou Teplou.
Po zestátnění StEG v roce 1908 pak obsluhovala stanici jedna společnost, Císařsko-královské státní dráhy (kkStB), po roce 1918 pak správu přebraly Československé státní dráhy.
V roce 1930 vznikla nová staniční budova dle návrhu architekta Karla Dvořáka, vyzdobená typickými nástěnnými slováckými motivy od Rozky Falešníkové z Tasova.

## Popis
Generální rekonstrukce železniční stanice spojená s výstavbou centrálního autobusového a vlakového přestupního terminálu proběhla v roce 2016. Nacházejí se zde dvě vnější nástupiště u budovy a jedno nekryté vnitřní úrovňové nástupiště vybavené přístřešky s lavičkami a elektronickým informačním systémem pro cestující. K příchodu na vnitřní nástupiště slouží bezbariérový přechod přes kolej. Dlouhodobě se uvažuje o rekonstrukci a elektrizaci Vlárské dráhy.